# Nauriska köket

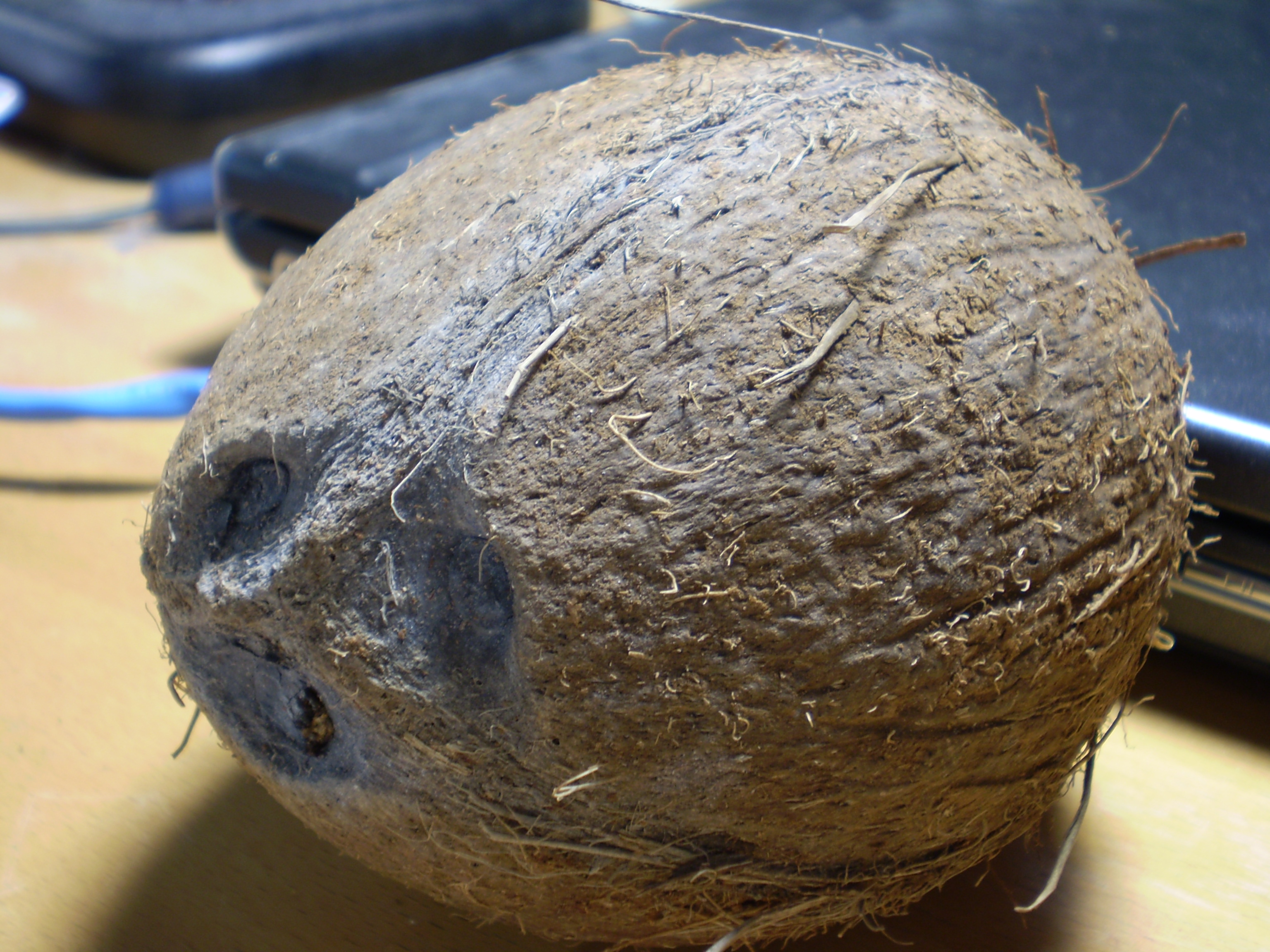
Kokosnöt

Nauriska köket är mat och matkulturer hos invånarna på Nauru. Snabbmat är idag en stor del av kosten vilket har lett till att landet tillhör de mest per person överviktiga i världen och varannan invånare lider av diabetes. Köket har förutom de traditionella rätterna stora influenser från tyska, australiska och brittiska köket.
Den traditionella maten är dock hälsosam och anses vara välsmakande. På grund av att landet är en ö utgör en stor del av den traditionella kosten fisk och skaldjur. Fisk är lättillgängligt och tillagningssättet är varierat. Köket är ganska enhetligt och på grund av den varma temperaturen väldigt lätt. Köket är både traditionellt och inspirerat av grannländer. Det finns en stor varietet grönsaker. Kryddor tillsätts för att förbättra smaken och färgen. Kött är en av huvudvarorna och den rökta skinkan är känd.
Under fester och festivaler tillagas en stor del av de traditionella maträtterna. Under julen tillagas den populära jultårtan som görs på kokosnötter och bananer samt kanel och muskot för smakens skull. Andra traditionella efterrätter är kokosnötsmousse, bananpålägg och milkshakes på kokosnötter. Glass gjord på mald kokosnöt- och fruktmjölk uppskattas.